# The Simpsons: Hit and Run
Vous lisez un « bon article » labellisé en 2018.
The Simpsons: Hit and Run est un jeu vidéo de course et d'action-aventure basé sur la série d'animation américaine Les Simpson. Le jeu est développé par Radical Entertainment, distribué par Fox Interactive et édité par Vivendi Games en Amérique du Nord et par Sierra Entertainment dans le reste du monde. Il sort en 2003 sur GameCube, PlayStation 2, Xbox et Microsoft Windows. L'histoire et les dialogues du jeu sont développés par des scénaristes des Simpson, et les voix des personnages sont celles de la distribution habituelle de la série.
Le jeu suit la famille Simpson et leur ami Apu Nahasapeemapetilon, qui sont témoins de plusieurs événements étranges survenus dans la ville de Springfield : l'installation de caméras de sécurité, l'apparition de camionnettes mystérieuses et de cercles de culture, et la distribution d'une nouvelle boisson de la marque de soda Buzz Cola qui rend fou. Prenant les choses en main, ils découvrent plusieurs secrets dérangeants et réalisent rapidement que ces événements font partie d'une conspiration extraterrestre de plus grande envergure, dont sont à l'origine Kang et Kodos.
Après sa sortie, le jeu est généralement bien reçu par les critiques vidéoludiques, qui félicitent particulièrement la transformation de la série télévisée Les Simpson en un bon jeu vidéo et le côté parodie de Grand Theft Auto III. Les critiques négatives concernent principalement quelques aspects du système de jeu. Le jeu reçoit la récompense du jeu vidéo préféré aux Nickelodeon Australian Kids' Choice Awards de 2004. En juillet 2007, le nombre d'exemplaires du jeu vendus s'élève à plus de 3 millions.

## Synopsis

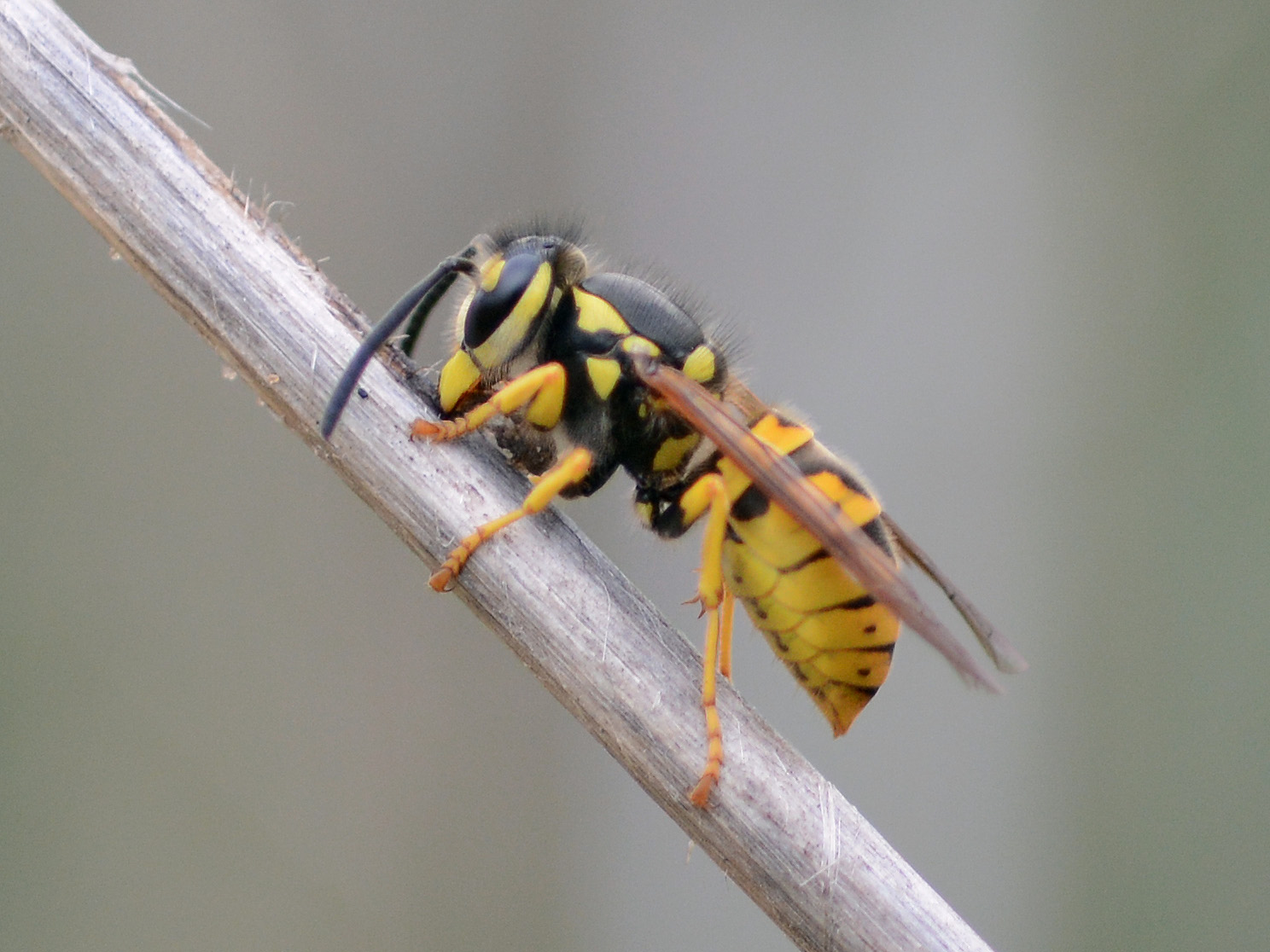
D'étranges caméras en forme de guêpes apparaissent à Springfield.

D'étranges événements se produisent à Springfield, comme l'installation de caméras de sécurité en forme de guêpes, l'apparition de mystérieux vans de surveillance et de cercles de culture et la distribution d'un produit « nouveau et amélioré » de la gamme de sodas Buzz Cola qui rend les gens fous. Un essaim de ces guêpes de surveillance arrive sur la ville au début du jeu. L'une d'entre elles pénètre dans la maison des Simpson avant d'être frappée et écrasée par Homer. Il récupère les pièces émises par le corps de la guêpe, et regarde à la télévision une publicité présentée par Krusty le clown pour son nouveau Buzz Cola, dont le logo ressemble au dessins des pièces. Homer décide d'obtenir l'un de ces nouveaux Buzz Cola,.
Homer se rend d'abord au Kwik-E-Mart, achète du Buzz Cola puis exécute des tâches routinières, comme donner à Lisa son projet de science ou aller au travail. À la fin de la journée, Homer retourne chez lui et regarde un reportage à la télévision. Ce dernier explique que les caméras et les vans noirs mystérieux se sont déployés dans toute la ville. Il se rend alors compte que l'une de ces camionnettes est en train de l'espionner devant sa maison. Il décide de le suivre ce qui le mène au manoir de M. Burns. Homer en conclut que Burns est le responsable de tout cela et part se confronter à lui. Cependant, le vieil homme riche lui révèle que les vans noirs sont des camionnettes de livraison de pizzas et renvoie Homer en lançant ses chiens à sa poursuite.
Le lendemain, Bart manque les cours pour partir à la recherche du tout nouveau jeu vidéo, Bonestorm II. Après avoir échappé au Principal Skinner, il effectue des tâches pour des gens comme Milhouse ou le Vendeur de BD en l'échange d'informations lui permettant de trouver le jeu. Son escapade le conduit au professeur Frink qui, contre quelques commissions, montre à Bart son nouveau Camionausaure. Cette invention manque de s'attaquer à Bart avant que le jeune garçon ne disparaisse dans un rayon tracteur.
Lisa essaye de retrouver son frère en explorant le port à la recherche d'indices. Abraham lui apprend que les vans noirs apparus dans toute la ville sont liés à la disparition de Bart. Le chef Wiggum l'informe également que des agents semblant être envoyés par le gouvernement se sont déployés dans tout le port. Lisa arrive à détruire un van noir et se rend compte qu'il est vide. Après avoir complété une mission proposée par le capitaine McCallister, elle détruit une limousine noire et découvre que Bart a réussi à s'en échapper et a fui à bord d'un bateau. Elle le retrouve sur son embarcation mais il semble avoir perdu la mémoire, marmonne, mouille son pantalon et mentionne occasionnellement les vans noirs et Buzz Cola.

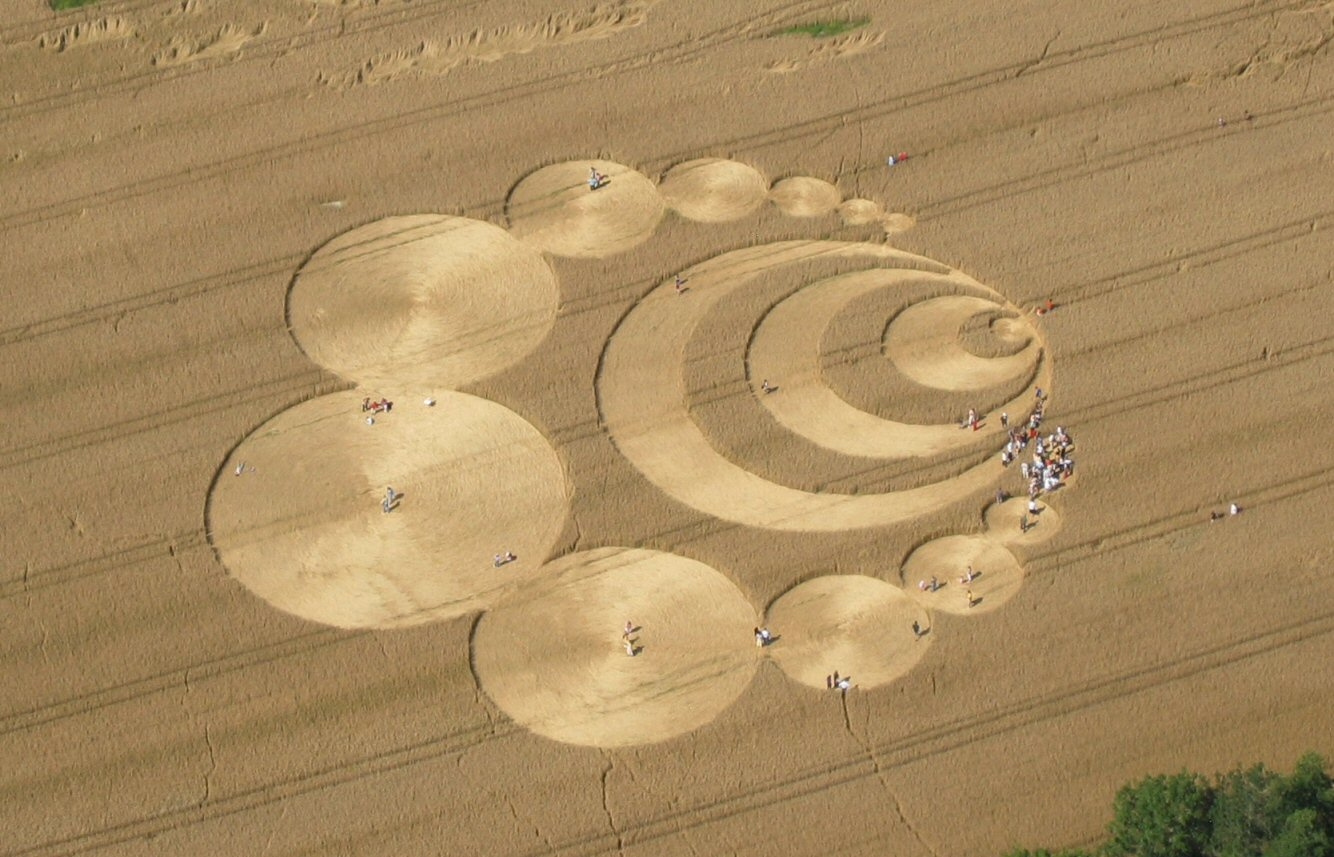
Marge découvre un mystérieux cercle de culture dans le champ de Cletus Spuckler.

Marge tente de comprendre ce qui est arrivé à Bart. Alors qu'elle enquête sur un cercle de culture récemment apparu dans le champ de Cletus Spuckler, Abraham lui indique que ce cercle de culture ressemble au logo du nouveau Buzz Cola. Marge donne alors une canette de ce soda à Bart qui émerge immédiatement de sa stupeur. Bart révèle que la nouvelle recette de Buzz Cola est un contrôleur de pensées extraterrestre. Marge entreprend de détruire tous les camions livreurs de sodas, mais en dépit de ses efforts, la boisson reste toujours aussi populaire.
Enthousiasmé par les efforts de Marge, Apu, pris de culpabilité d'avoir été le premier à le commercialiser, part à la recherche de l'origine de ce soda. Après avoir suivi quelques pistes infructueuses, il rencontre Le Serpent, qui lui indique que les camions de sodas appartiennent au Muséum d'histoire naturelle de Springfield. Apu et Bart se rendent au muséum, où ils découvrent qu'une météorite a servi à produire le soda. Ils espionnent ensuite une conversation entre les deux extraterrestres Kang et Kodos, qui indique qu'ils sont en train de comploter. Apu et Bart apprennent ainsi que les caméras guêpes filment les pitreries des Springfieldiens pour alimenter une émission de téléréalité intergalactique, Stupides Terriens. Le plan des deux extraterrestres consiste à utiliser une boisson trafiquée pour rendre les gens fous, avant de leur donner des pistolets laser afin de plonger la ville dans un violent massacre qui attirera de nombreux téléspectateurs.
Apu refusant de continuer l'aventure, Bart décide de mettre à mal le plan de Kang et Kodos par ses propres moyens. Il sollicite l'aide de Krusty, mais ce dernier lui indique qu'il a déjà aidé la brasserie Duff à installer des stands de distribution de pistolets laser à Springfield. Bart part alors chercher son père et ensemble ils poursuivent Kang et Kodos jusqu'à la brasserie Duff. Les extraterrestres arrivent à s'échapper et avant de partir révèlent qu'ils ont déjà mis du Buzz Cola dans le réseau d'eau potable de Springfield. Le soda s'infiltrant dans le sol, il provoque le réveil de zombies venus du Cimetière de Springfield et ces derniers envahissent la ville.

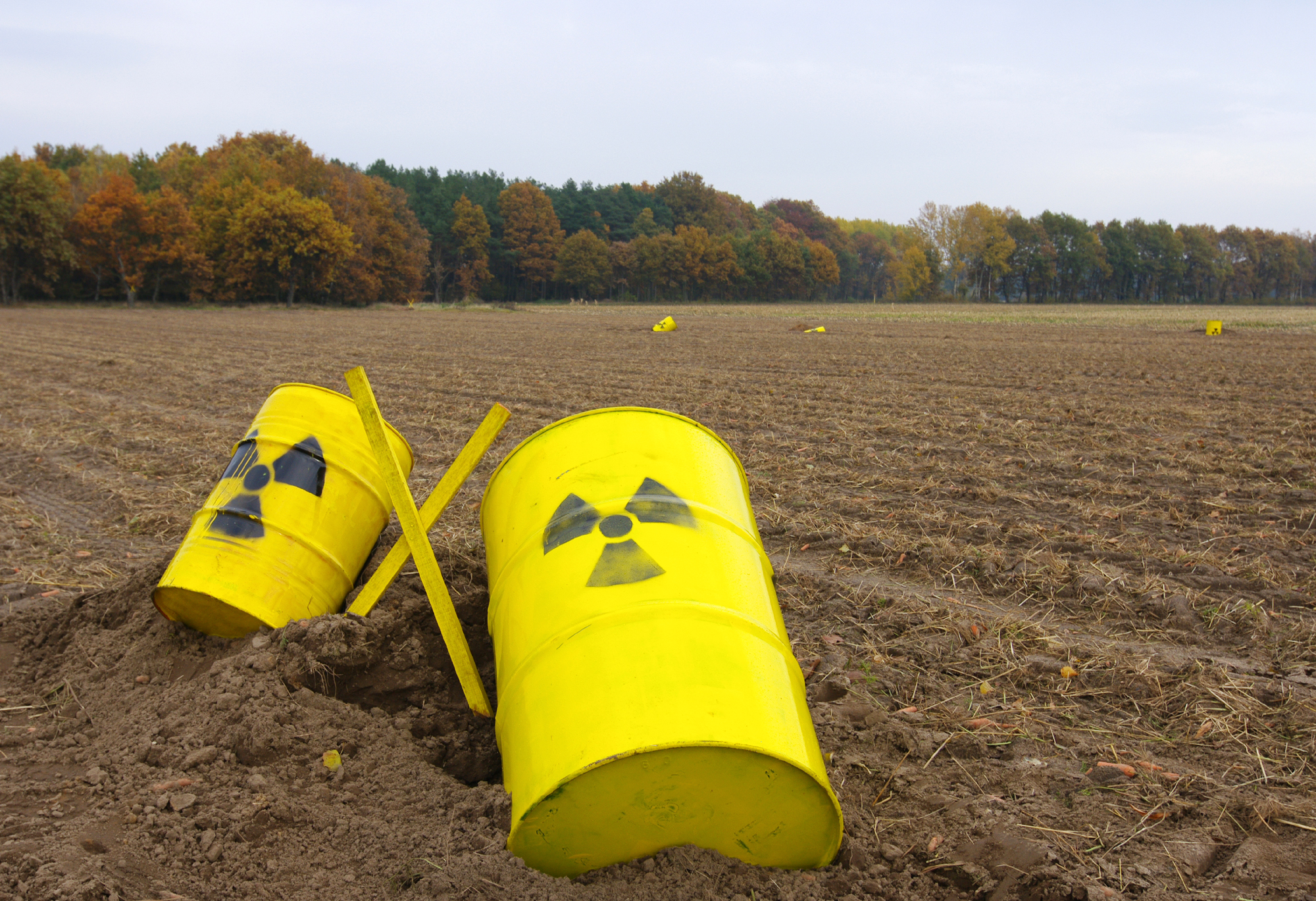
Pour vaincre Kang et Kodos, Homer et le Professeur Frink utilisent des fûts de déchets nucléaires.

Le soir d'Halloween, alors qu'Homer collecte différentes fournitures afin de protéger sa famille et sa maison des zombies errants, il décide de poursuivre une voiture de sport noire, qui s'avère être une éclaireuse du vaisseau extraterrestre, jusqu'à la centrale nucléaire de Springfield, où il retrouve le professeur Frink qui a découvert la faiblesse des envahisseurs : les déchets nucléaires. Homer projette d'utiliser le rayon tracteur du vaisseau extraterrestre afin d'aspirer des voitures chargées de fûts remplis de déchets nucléaires. Après avoir réussi à charger quatre voitures, le vaisseau explose. Le lendemain, la vie de Springfield revient à la normale, et Homer est considéré comme une célébrité par les téléspectateurs de Stupides Terriens.

## Système de jeu
Hit and Run est composé de sept niveaux, chacun avec son histoire et ses missions,. Le joueur contrôle un personnage différent à chaque niveau : Homer, Bart, Lisa, Marge et Apu,. Homer et Bart sont tous les deux joués dans deux niveaux. Lorsque le joueur se déplace à pied, le personnage peut marcher, courir et utiliser trois sortes d'attaques en corps à corps : un coup de pied classique, un coup de pied en l'air et un coup de poing. Le joueur peut également conduire n'importe quelle voiture qui circule dans la ville, ou il peut utiliser une cabine téléphonique afin d'en sélectionner une en particulier. Le jeu est un GTA-like, c'est-à-dire un jeu qui ressemble ou qui parodie Grand Theft Auto, en ce sens que les missions en voiture sont similaires à celles proposées dans le jeu Grand Theft Auto III. Dans les deux jeux, les joueurs font la course avec d'autres personnages, récupèrent des objets avant la fin d'un compte à rebours, ou détruisent d'autres voitures,.
Le système de jeu non linéaire met l'accent sur la conduite. Le joueur contrôle son personnage grâce à une vue à la troisième personne. Comme dans Grand Theft Auto, les joueurs peuvent commettre certains vandalismes comme attaquer les piétons, faire exploser des véhicules ou détruire l'environnement. Le coin en bas à droit de l'écran du jeu contient une jauge qui indique le moment où la police commencera à poursuivre le joueur. Cette jauge circulaire, intitulée « délit de fuite » se remplit lorsque le personnage écrase des piétons ou casse des objets et se vide dès lors que le joueur arrête de faire de telles choses. Une fois pleine, plusieurs voitures de police poursuivent le joueur pendant toute la durée d'un compteur. Dans le septième niveau, les voitures de polices ordinaires sont remplacées par des corbillards de police zombies.
Chaque niveau contient des objets que le joueur peut collectionner, comme les pièces qui peuvent être rassemblées en détruisant des distributeurs de Buzz Cola, des packs de Buzz Cola ou des caméras-guêpes, ces dernières se faisant de plus en plus rares au fur et à mesure que le jeu progresse. Les pièces peuvent être utilisées pour acheter de nouveaux véhicules ou habits et certaines sont nécessaires pour avancer dans le jeu. Le joueur peut également collectionner des cartes Itchy et Scratchy. S'il parvient à réunir les quarante-neuf exemplaires, sept à chaque niveau, il débloque une vidéo bonus du Itchy et Scratchy Show. Certains événements provoquent la perte de pièces : le personnage ne pouvant mourir, les dégâts font perdre des pièces. Si le joueur est arrêté pendant un « délit de fuit », il doit payer une amende de cinquante pièces.

### Multijoueur
Le jeu The Simpsons: Hit and Run offre la possibilité de jouer à plusieurs sur un ordinateur ou sur une console par le biais de courses. Ce mode permet au maximum à quatre joueurs de s'affronter sur le même parcours. Au total, sept circuits peuvent être ouverts si le joueur a trouvé toutes les cartes à collectionner de chaque niveau dans le mode solo.
Avant le début de la course, les joueurs ont la possibilité de choisir le circuit sur lequel ils vont s'affronter, le nombre de cercles qu'ils doivent traverser, la voiture qu'ils vont conduire et le personnage qu'ils vont incarner. Après ces choix effectués, la caméra se place en hauteur offrant ainsi une visibilité de l'ensemble du parcours sur un écran unique commun à tous les joueurs.

## Développement
Le développeur, Radical Entertainment, reçoit les droits pour créer des jeux vidéo basés sur Les Simpson après avoir présenté un prototype jouable. L'entreprise sort son premier jeu Les Simpson en 2001 avec The Simpsons: Road Rage. Après la sortie de ce dernier, l'équipe de développement de Hit and Run décide de ne pas créer une suite directe à Road Rage (même si des fichiers dans le cœur du jeu le définissent comme The Simpsons: Road Rage 2). Ils cherchent plutôt à emmener la franchise vers une autre direction en révisant complètement le fonctionnement du moteur de jeu. Les développeurs estiment que mise à part la section conduite de Road Rage, tout le reste a besoin d'une nouvelle approche. Dans Hit and Run, l'intelligence artificielle de la circulation est améliorée, ainsi les véhicules contrôlés par l'ordinateur réagissent mieux à la conduite du joueur. Ils décident également d'ajouter une section exploration de l'environnement pour pousser les joueurs à sortir de leur voiture et de se déplacer dans la zone à pied, offrant ainsi une expérience plus approfondie de Springfield.
Lors de l'élaboration des graphismes, l'équipe décide d'incorporer des bâtiments caractéristiques du paysage springfieldien. Le joueur peut pénétrer dans certains d'entre eux, comme le Kwik-E-Mart, la Taverne de Moe, l'école élémentaire ou encore le Donjon de l'Androïde. Pendant le développement de Hit and Run, la 20th Century Fox, Gracie Films et Matt Groening, jouent un rôle important dans l'adaptation de l'univers des Simpson dans un monde en trois dimensions. Tous les personnages sont doublés par la distribution habituelle de la série et Matt Selman, Tim Long et Matt Warburton, scénaristes des Simpson, écrivent entièrement l'histoire du jeu et ses dialogues. Tim Ramage, le producteur associé de l'éditeur du jeu, Vivendi Games, déclare que c'est pour lui un honneur d'avoir la possibilité de travailler avec la distribution des Simpson, ainsi qu'avec les scénaristes.

## Audio

### Bande originale
La bande originale de The Simpsons: Hit and Run est composée par le Canadien Marc Baril,. Il s'agit en grande partie de remix des thèmes musicaux originaux de la série animée composés par Danny Elfman en 1989. The Simpsons: Hit and Run contient également quelques musiques additionnelles composées par Allan Levy et Jeff Tymoschuk.
Le jeu présente également des mélodies écrites spécifiquement pour le personnage que le joueur est en train d'incarner. Ainsi, en jouant Bart, le joueur peut entendre du hard rock et pour Lisa des musiques de films des années 1960 utilisant un saxophone.
Toute la musique du jeu est au format RCF, développé par Radical Entertainment et utilisé dans d'autres jeux de l'entreprise tels que Scarface: The World Is Yours et Prototype,. La bande originale compte cent soixante-quatorze pistes réparties en trois CD pour une durée totale de trois heures, vingt-huit minutes et dix-huit secondes.
Début janvier 2023, la bande originale sort sur des plateformes de streaming musicales, comme Spotify ou Apple Music.

### Doublage
Lors du développement de The Simpsons: Hit and Run, l'éditeur, Radical Entertainment, demande aux producteurs de la série Les Simpson la permission d'utiliser les acteurs de la distribution habituelle de la série pour doubler leurs personnages dans le jeu,. Ils acceptent et l'intégralité du casting des Simpson est créditée pour le doublage des personnages du jeu. Ainsi, en version originale, les principaux protagonistes retrouvent leur voix habituelle : Homer est interprété par Dan Castellaneta, Marge par Julie Kavner, Bart par Nancy Cartwright, Lisa par Yeardley Smith et Apu par Hank Azaria. La liste des voix de la version originale comprend également Harry Shearer, Pamela Hayden et Tress MacNeille. L'acteur allemand Karl Wiedergott qui a l'habitude de prêter sa voix à quelques rôles additionnels dans la série, fait de même dans le jeu.
En version française, les comédiens de doublage habituels de la série télévisée sont également sollicités. Ainsi les personnages jouables sont doublés par les acteurs qui leur prêtent leur voix dans la série : Homer est interpréter par Philippe Peythieu, Marge par Véronique Augereau, Bart par Joëlle Guigui, Lisa par Aurélia Bruno et Apu par Pierre Laurent. Les autres acteurs faisant partie du casting sont entre autres Michel Modo, Gilbert Levy et Régine Teyssot.

## Accueil
| Aperçu des notes reçues par The Simpsons: Hit and Run |                         |                         |                         |                         |
|                                                       |                         |                         |                         |                         |
| Presse papier                                         |                         |                         |                         |                         |
| Média                                                 | GC                      | PC                      | PS2                     | Xbox                    |
| EGM (US)                                              | 7,17 / 10               | —                       | 7,17 / 10               | 7,17 / 10               |
| Famitsu (JP)                                          | —                       | —                       | —                       | 31 / 40                 |
| Game Informer (US)                                    | 8,5 / 10                | —                       | —                       | 8,5 / 10                |
| GamePro (US)                                          | —                       | —                       | [ 24 ]                  | —                       |
| Nintendo Power (US)                                   | 3,8 / 5                 | —                       | —                       | —                       |
| PC Gamer (US)                                         | —                       | 78 %                    | —                       | —                       |
| The Cincinnati Enquirer (US)                          | [ 27 ]                  | —                       | [ 27 ]                  | [ 27 ]                  |
| Presse numérique                                      |                         |                         |                         |                         |
| Média                                                 | GC                      | PC                      | PS2                     | Xbox                    |
| AllGame (US)                                          | —                       | —                       | —                       | [ 28 ]                  |
| Eurogamer (UK)                                        | —                       | —                       | 5 / 10                  | —                       |
| Game Revolution (US)                                  | B                       | —                       | B                       | B                       |
| GameSpot (US)                                         | 8,3 / 10                | 8 / 10                  | 8,3 / 10                | 8,3 / 10                |
| GameSpy (US)                                          | [ 33 ]                  | [ 34 ]                  | [ 35 ]                  | [ 36 ]                  |
| GameZone (US)                                         | 8,7 / 10                | 8,6 / 10                | 8,6 / 10                | 9 / 10                  |
| IGN (US)                                              | 8 / 10                  | 8,1 / 10                | 8 / 10                  | 8 / 10                  |
| Jeuxvideo.com (FR)                                    | 13 / 20                 | 12 / 20                 | 12 / 20                 | 12 / 20                 |
| Agrégateurs de notes                                  |                         |                         |                         |                         |
| Média                                                 | GC                      | PC                      | PS2                     | Xbox                    |
| GameRankings                                          | 80,41 % (43 critiques)  | 78,36 % (22 critiques)  | 77,83 % (60 critiques)  | 80,16 % (54 critiques)  |
| Metacritic                                            | 79 / 100 (28 critiques) | 82 / 100 (21 critiques) | 78 / 100 (35 critiques) | 81 / 100 (30 critiques) |

### Critiques et récompenses
Lors de sa sortie, plusieurs critiques considèrent The Simpsons: Hit and Run comme le meilleur jeu vidéo de la franchise Les Simpson et il reçoit ainsi des avis « favorables » quelle que soit la plate-forme, selon le site de compilation de critiques Metacritic,,,. Hit and Run remporte le prix du jeu préféré des Kids' Choice Awards de 2004.
Les éloges concernent principalement l'adaptation de l'univers de la série télévisée en un jeu vidéo, alors que les points négatifs ciblent en général les aspects concernant le système de jeu. Game Informer et GameSpot expliquent à quel point le jeu retranscrit bien la ville fictive de Springfield par rapport à la série, et qualifie cette adaptation de « meilleure représentation de Springfield » dans un jeu vidéo,. L'Official Xbox Magazine déclare que le jeu rend justice à la série et le magazine Play ajoute qu'il s'agit « de la série en temps réel », résumant sa critique en disant que le jeu est « un produit crossover absolument génial »,. Le site GameSpot pense également que l'humour du jeu présente de nombreuses autoréférences excellentes, et TeamXbox conclut sa critique en prédisant que le jeu serait extrêmement attrayant pour les joueurs et particulièrement pour les adeptes des Simpson,. Le magazine de divertissement Variety pense que Hit and Run est le premier jeu des Simpson à avoir un humour comparable à celui de la série télévisée. Dinowan sur Jeuxvideo.com pense que le jeu est « probablement l'une des meilleures adaptations de licence télévisuelle qui soit ».
La parodie du jeu vidéo Grand Theft Auto III dans Hit and Run est appréciée par plusieurs critiques. Elle est considérée comme une « satire adroitement ficelée de Grand Theft Auto tout en étant pratiquement aussi divertissante » par le site GameSpy, lequel pense également que Hit and Run améliore plusieurs aspects du système de jeu empruntés à Grand Theft Auto, comme le redémarrages instantanés des missions, un meilleur système de guidage et une collection de véhicules facilement accessible. L'Official Xbox Magazine convient que Hit and Run est un excellent jeu à part entière, et trouve qu'il est une copie « brillante » de Grand Theft Auto. La combinaison de l'univers des Simpson avec la jouabilité de la franchise Grand Theft Auto est également qualifiée de « pur génie » par IGN,.
Les critiques positives de Hit and Run concernent principalement ses graphismes et sa jouabilité. Play apprécie le monde virtuel offert par le jeu, le décrivant comme « grandiose dans son étendue et son rendu artistique ». Les critiques de Jeuxvideo.com trouvent le design « très proche de la série » et fidèle à l'animé, mais ils regrettent les nombreux « bugs d'affichage »,. GameSpot trouve la jouabilité très attirante. Zach Meston de GameSpy trouve le jeu « très drôle » et Game Informer trouve en cela « rien d'étonnant »,. Malgré ces réactions positives, le jeu présente de sérieux problèmes retranscrits dans plusieurs critiques, comme les bugs et les glitches. Les tests de TeamXbox, Game Revolution et Jeuxvideo.com soulignent que Hit and Run présente quelques problèmes de jouabilité et des imperfections graphiques, dont un comportement parfois étrange de l'intelligence artificielle, un système de caméra défectueux et une « maniabilité […] pas irréprochable », lesquels entravent, selon eux, l'expérience globale du jeu,,.
Les publications non-consacrées aux jeux vidéo, accueillent généralement bien Hit and Run également. Le journal new-yorkais The Village Voice donne à la version Xbox la note de neuf sur dix et déclare : « Cette parodie charmante, maligne et détaillée (malheureusement pas assez proche du style cartoonesque de la série) de la franchise Grand Theft Auto, fait sa propre critique plus adroitement que n'importe quel académique non-titularisé le ferait ». Le Cincinnati Enquirer lui donne quatre étoiles sur cinq en expliquant que « son manque d'originalité est compensé par son humour et sa jouabilité facile à maîtriser, lesquels plairont aux adeptes de l'éternelle série comique ». Le magazine Entertainment Weekly donne au jeu un B en argumentant que « même si certaines missions semblent répétitives, d'autres se démarquent, comme celle où vous devez confisquer les exemplaires d'un jeu vidéo particulièrement violent qui pervertit la jeunesse springfieldienne ». Au Japon, le périodique Famitsu donne à la version Xbox la note de trente-et-un sur quarante.

### Ventes
En juin 2004, plus d'un million d'exemplaires de The Simpsons: Hit and Run sont vendus, et ce nombre dépasse les trois millions en juillet 2007. La version sur PlayStation 2 du jeu reçoit la classification « Diamant » par l'Entertainment and Leisure Software Publishers Association ce qui indique un total de ventes d'au moins un million au Royaume-Uni,. Selon le site spécialisé dans la compilation de ventes de jeux vidéo, VG Chartz, The Simpsons: Hit and Run, en date du 25 janvier 2018, s'est vendu dans le monde entier à 4,7 millions d'exemplaires pour la version sur PlayStation 2, à 1,35 million pour la version sur Xbox, à 990 000 pour la version sur GameCube et à 1,3 million pour la version sur PC, pour un total de 8,34 millions d'exemplaires toutes plate-formes confondues,,,. Ce total, selon le même site, en ferait le deuxième jeu dérivé des Simpson le plus vendu derrière The Simpsons: Road Rage et The Simpsons Skateboarding.

## Postérité
Selon les propos du producteur John Melchior, au cours d'un entretien en 2023, The Simpsons: Hit and Run devait être le premier jeu d'une franchise comportant cinq opus. En outre, certaines idées de gameplay sont imaginées pour une suite comme le voyage temporel ou l’utilisation de véhicules inédits tels que des avions ou des dirigeables. Néanmoins, si le studio reçoit le soutien de la Fox Interactive pour un tel projet, l'éditeur Vivendi Games ne montre pas d'intêret et se conclut par le rachat des droits par Electronic Arts.